# Charlie Chaplin Studios
Les Charlie Chaplin Studios sont des studios de tournage dédiés aux productions cinématographiques et télévisuelles situé à Hollywood. Construits fin 1917 par Charlie Chaplin, les studios jouxtent la demeure personnelle de l'acteur-producteur. Chaplin vend les studios en 1953 qui servent alors à la production télévisuelles. En 1966, A&M Records achète le studio pour en faire son siège social jusqu'en 1999 avec la création d'Universal Music Group qui regroupe ses filiales à Santa Monica. En 2000, la famille de Jim Henson achète les studios pour en faire le siège social de la Jim Henson Company.

## Historique

### Depuis 2000, The Jim Henson Company

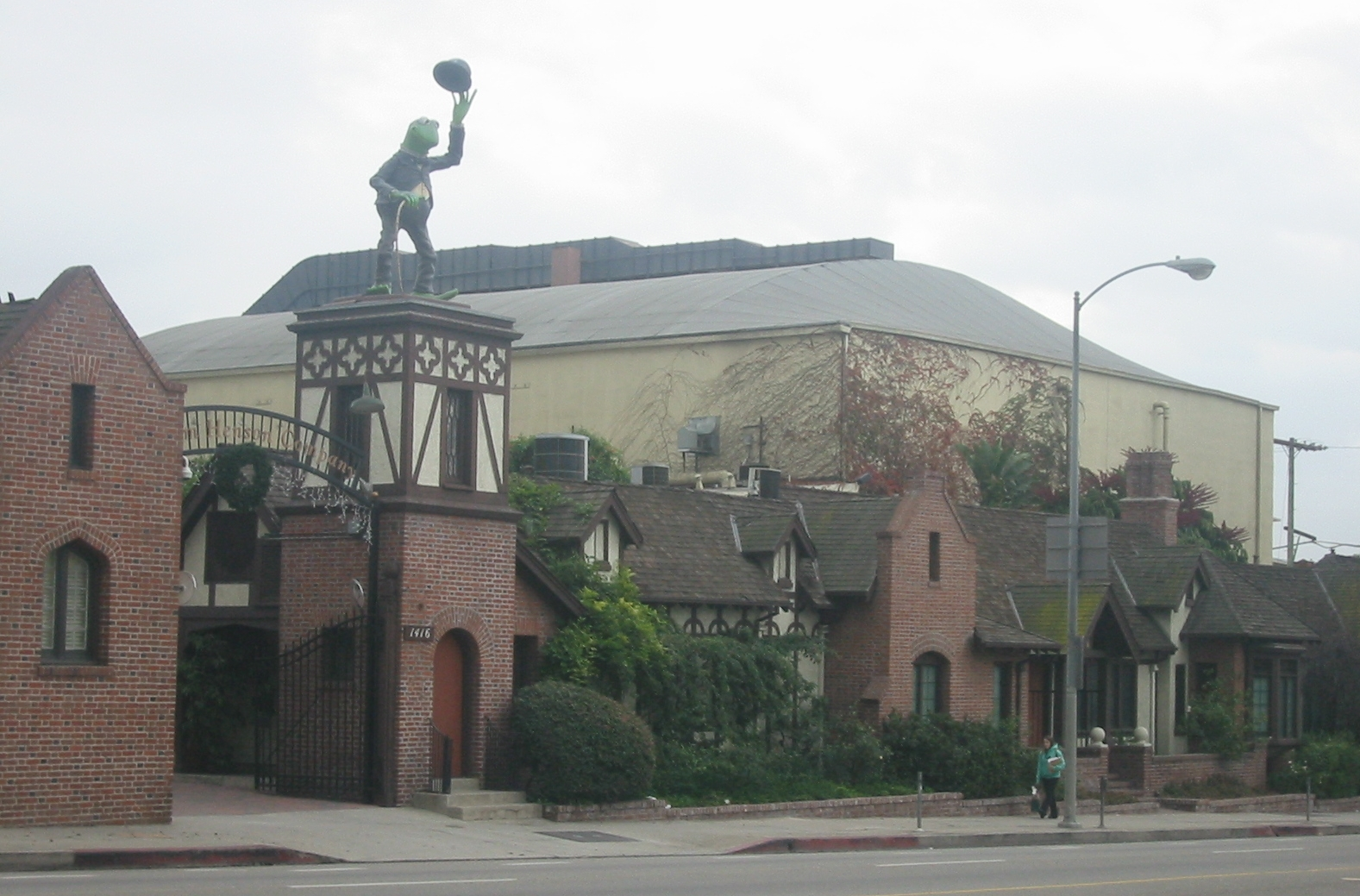
Studios de la Jim Henson Company à Los Angeles

En février 2000, la famille Henson achète les studios pour 12,5 millions d'USD afin d'en faire son siège social,. 